# Pa-go
Pa-go è un film del 2019 diretto da Park Jung-bum.

## Riconoscimenti
- 2019 – Festival del film Locarno
  - Premio speciale della giuria